# Campeonato Europeo de Remo de 1935
El XXXVI Campeonato Europeo de Remo se celebró en Berlín (Alemania) en 1935 bajo la organización de la Federación Internacional de Sociedades de Remo (FISA).
En total se disputaron siete pruebas diferentes, todas ellas en la categoría masculina.

## Medallero
| Núm. | País     | Oro | Plata | Bronce | Total |
| ---- | -------- | --- | ----- | ------ | ----- |
| 1    | Polonia  | 2   | 0     | 1      | 3     |
| 2    | Hungría  | 2   | 0     | 0      | 2     |
| 3    | Alemania | 1   | 3     | 0      | 4     |
| 4    | Suiza    | 1   | 2     | 0      | 3     |
| 5    | Italia   | 1   | 0     | 2      | 3     |
| 6    | Austria  | 0   | 1     | 2      | 3     |
| 6    | Francia  | 0   | 1     | 2      | 3     |
|      | TOTAL    | 7   | 7     | 7      | 21    |